# Lac Dickson
Le lac Dickson (en espagnol : lago Dickson) est un lac glaciaire du sud de la Patagonie, il est situé dans le champ de glace Sud de Patagonie. Il s'est transformé depuis 1998 en un lac transfrontalier, la frontière entre l'Argentine et le Chili  traversant désormais le lac, en raison du retrait du glacier Dickson. Auparavant, le lac Dickson se trouvait intégralement en territoire chilien, à l'extrémité nord du parc national Torres del Paine dans la région de Magallanes et de l'Antarctique chilien, mais il s'unit avec un lac qui commence à se former dans les années 1980 en conséquence de la fonte des glaciers Dickson, Cubo (ou Cincuentenario) et Glacier Frías (ou Grande). Ce lac est positionné du côté argentin lors de la signature de Accord pour préciser le tracé de la frontière depuis le mont Fitz Roy jusqu'au Cerro Daudet de 1998, dans un secteur adjacent au parc national Los Glaciares, mais sans en faire partie.
Actuellement, le lac Dickson est alimenté par les glaciers Dickson, Cubo et Frías, et il est drainé par le río Paine qui s'écoule en direction de l'océan Pacifique. La seule implantation humaine située à proximité des rives du lac est le Retén Fronterizo Temporal Lago Dickson (poste frontière temporaire Lago Dickson) des Carabineros de Chile, qui compte 4 occupants. Les Torres del Paine se trouvent à 10 km au sud du lac.

## Toponymie
Le lac est nommé d'après l'officier britannique, le capitaine Bertram Dickson, qui a agi comme expert-géomètre pour régler le différend frontalier dont la résolution avait été confiée au roi Édouard VII d'Angleterre en 1902. D'autres sources affirment que le lac a été baptisé ainsi par l'explorateur Otto Nordenskjöld lors de son expédition dans la région à l'été 1895-1896, en hommage à son mécène, le baron Dickson.

## Retrait glaciaire
Lorsque la région est explorée par Nordenskjöld en 1895, le glacier Dickson se divisait en deux bras au sud du cerro Cubo, dont l'un était tributaire de l'océan Atlantique (brazo norte) et l'autre du Pacifique (brazo sur). Le (brazo norte) rejoignait les glaciers Cubo et Frías, alimentant ensemble le Lac Frías dont les eaux s'écoulent en direction du lac Argentino. L'accord de 1998 situe le brazo norte en territoire argentin et le brazo sur en territoire chilien. Le brazo sur s'avance sur 4,5 km et débouche dans le lac Dickson, il est situé dans une vallée entourée du Cerro Stokes et du Cerro Daudet. Jusqu'à la signature de l'accord, le Chili réclamait que la frontière avec l'Argentine passait par les sommets des cerros Cubo, Frías et Daudet (à 2,5 km au nord de la frontière actuelle qui traverse le lac), alors que l'Argentine la faisait passer entre les cerros Stokes et Daudet (ce qui correspond à peu près à la frontière actuelle).
Les deux bras du glacier Dickson ont reculé pendant le XXe siècle conjointement avec le recul des glaciers Cubo et Frías ; ainsi, en 1982, un lac s'était formé à l'endroit où se trouvait auparavant le bras nord à la confluence de ces glaciers. En 1998, le brazo norte avait quasiment disparu et le barrage naturel qui soutenait le brazo sur du glacier Dickson se rompit unifiant les deux lacs. Le glacier Dickson cessa d'alimenter le bassin atlantique et la fonte des glaces issues des glaciers Cubo et Frías se mirent à alimenter le lac Dickson.
Le lac Dickson double en longueur (il mesurait auparavant 7,5 km) par rapport à celle mesurée en 1895 et devient un lac binational. La longueur actuelle du lac est d'environ 17 km, suivant une orientation nord-sud, quelque 5 km sont situés du côté argentin. Sa taille pourrait continuer à augmenter à mesure que le glacier continue à fondre. Sa largeur est comprise entre 1 et 1,5 km, sans parvenir à atteindre les 2 km aux points les plus éloignés.